# Kakekotoba
Il kakekotoba (掛詞?) è una figura retorica tipica della poesia giapponese che si avvale di omofoni (due o più parole che hanno la stessa pronuncia, ma rappresentano significati diversi) che permettono una lettura su più livelli: il primo livello è quello letterale (ad esempio 松, matsu, ovvero "pino"); il secondo livello è quello di un omofono (ad esempio 待つ, matsu, ovvero "aspettare"). La possibilità di molteplici significati insiti in una singola parola consente al poeta una gamma più ampia di espressioni artistiche con un conteggio minimo di sillabe, tale brevità è molto apprezzata nell'estetica giapponese, dove il massimo significato e riferimento sono ricercati in un numero minimo di sillabe. I kakekotoba sono spesso scritti utilizzando l'hiragana, ovvero l'alfabeto fonetico, in modo che il doppio significato sia immediatamente visibile.
Questa figura retorica viene spesso usata (a volte associandola all'Engo) nei Waka, una forma di componimento poetico tipico del Periodo Heian. 

## Storia
I kakekotoba si trovano per la prima volta nei primi manoscritti esistenti in cui i versi poetici sono conservati in forma scritta. I primi esempi risalgono al periodo Nara. La provenienza della tecnica non è chiara, tuttavia è probabile che fosse già di uso comune nel periodo precedente all'introduzione della scrittura, come parte della tradizione poetica oracolare. È una tecnica ideata per arricchire il modo di trasmettere una poesia in uno spazio limitato.
Il kakekotoba tradotto "da solo" ha due significati diversi, per questo le traduzioni dei kakekotoba a volte possono essere prive di significato se prese da sole e necessitano di un contesto per far emergere il loro significato, cosa che non era considerata un problema nel periodo Heian. Quindi si usa il contesto della frase prima e dopo il kakekotoba per creare un nuovo significato.